# Eurospar
Eurospar er en international supermarkedskæde ejet af SPAR. Kæden i Danmark bestod af 33 selvstændigt ejede butikker og var den af SPARs fire danske butikskæder med de største butiksarealer. Butikkerne havde form som store supermarkeder og var beliggende i store og mellemstore byer. I april 2013 skiftede omkring 50 SuperBest-butikker til Eurospar, således at der i løbet af 2013 var 80-90 Eurospar-butikker.
Den 4. september 2014 kom det frem, at Meny i løbet af foråret 2015 erstattede de 190 SuperBest og Eurospar-butikker i Danmark.